# Буђак (Констанца)
Буђак (рум. Bugeac) насеље је у Румунији у округу Констанца у општини Остров. Oпштина се налази на надморској висини од 13 m.

## Становништво
Према подацима из 2002. године у насељу је живело 263 становника, од којих су сви румунске националности.